# 5. motorizirana gardna brigada (Hrvaška vojska)
Za druge 5. brigade glejte 5. brigada.
5. motorizirana gardna brigada je bila motorizirana gardna brigada v sestavi Hrvaške vojske.

## Zgodovina
5. gardna brigada je bila ustanovljena 5. oktobra 1992; ustanovno moštvo je prišlo iz sestave 108., 109., 121., 122., 204. in 3. gardne brigade. 
Tri mesece po ustanovitvi je brigada doživela svoj bojni krst, ko se je udeležila operacije Maslenica. Marca 1993 je brigada dobila 4.pehotni bataljon, ki je bil primarno namenjen urjenju in šolanju pripadnikov brigade. Maja 1995 je del brigade sodeloval v operaciji Blisk.
Brigada je bila razpuščena 30. septembra 2003; moštvo te in 3. gardne brigade, ki je bila tudi razpuščena, so uporabili za ustanovitev 3. gardne oklepne mehanizirane brigade.

## Organizacija
- štab
- 1. bataljon
- 2. bataljon
- 3. bataljon
- 4. (šolski) bataljon
- Oklepni bataljon
- Protitankovski raketni bataljon

## Poveljstvo
Poveljnik
- polkovnik Dragan Bagarić (1992-1993)
- brigadir Ivan Kapular (1993-?)
- podpolkovnik Stjepan Kulić (?-30. september 2003)